# Chiesa di Santa Maria Assunta (Caltrano)
La chiesa di Santa Maria Assunta è la parrocchiale di Caltrano, in provincia di Vicenza e diocesi di Padova; è a capo del vicariato di Caltrano.

## Storia
La prima menzione di una chiesa a Caltrano risale all'833 ed è contenuta in un atto di donazione al monastero dei Santi Vito e Modesto da parte del vescovo di Vicenza.
Nel Trecento la pieve di Santa Maria Assunta aveva alle sue dipendenze le cappelle di San Simeone a Villa Verlaria, San Pietro, Santi Cristoforo e Sinisto di Cogollo, Santa Gertrude di Rotzo e San Giacomo Apostolo di Lusiana; due secoli dopo, invece, risultava avere come filiali le chiese di Asiago, Brancafora, Canove, Chiuppano, Gallio, Pedescala, San Pietro Valdastico e Roana.
Nel 1449 vennero riedificati il campanile e la pieve; quest'ultima, a tre navate, fu consacrata nel 1488.
La prima pietra della nuova parrocchiale neogotica venne posta nel 1866; l'edificio, portato a compimento nel 1868, fu consacrato nel 1926, mentre il campanile venne eretto tra il 1892 e il 1907.

## Descrizione

### Esterno
La facciata a capanna della chiesa, rivolta a nordest e con gli angoli smussati, presenta centralmente il portale d'ingresso a sesto acuto, abbellito da una cornice bicroma, e sopra il rosone; sotto la linea degli spioventi corrono due ordini di archetti pensili.

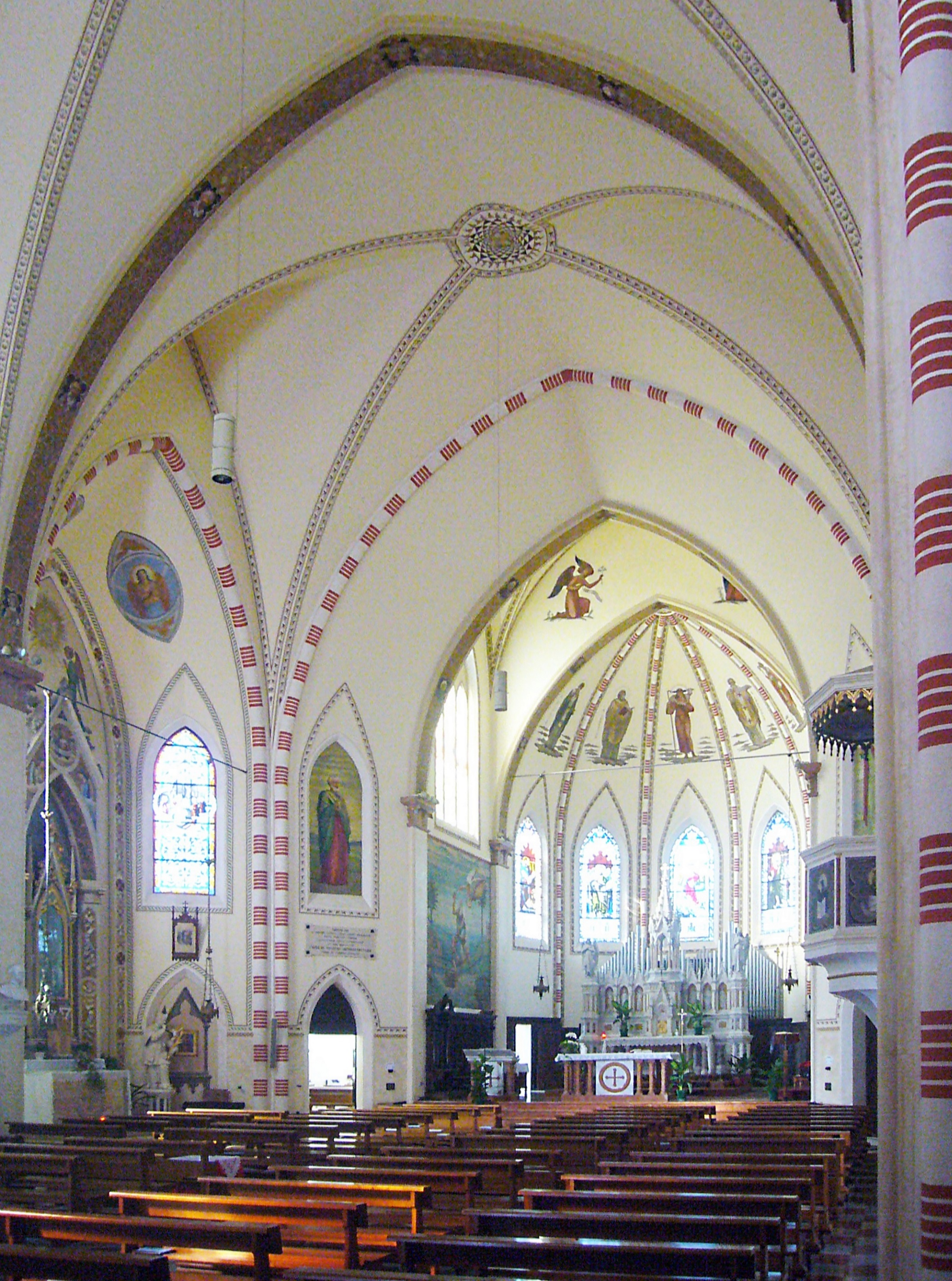
L'interno

Vicino alla parrocchiale si erge su un alto basamento a scarpa il campanile a pianta quadrata; la cella presenta su ogni lato una bifora, affiancata agli angoli da colonne, ed è coronata dalla guglia piramidale poggiante sul tamburo a base ottagonale. Ospita 3 campane in Sib2 (Sib2, Do3, Re3) elettrificate alla veronese con ceppi modello Cavadini. La campana maggiore è opera della ditta Colbachini di Bassano del Grappa (VI), fusa nel 1910. Ha una massa di 2300 kg.
La mezzana fu realizzata dalla fonderia De Poli di Vittorio Veneto (TV) nel 1976. Ha un peso di 1800 kg e, dal suono, si può considerare il bronzo più interessante dell'insieme.
La piccola invece è della ditta veronese Cavadini, anno 1928. Ha un peso di circa 1200 kg.
Oltre a queste, in cella campanaria e presente una campana in Sol3 usata come richiamo.

### Interno
L'interno dell'edificio si compone di un'unica navata, sulla quale si affacciano le cappelle laterali e le cui pareti sono scandite da semicolonne bicrome sorreggenti i costoloni che caratterizzano le volte a crociera; al termine dell'aula si sviluppa il presbiterio, sopraelevato di cinque gradini chiuso dall'abside poligonale.
Qui sono conservate diverse opere di pregio, tra le quali la statua in pietra con soggetto San Giovanni Nepomuceno, scolpita nel XVII secolo, le due pale raffiguranti rispettivamente l'Incoronazione della Madonna e l'Ascensione di Gesù Cristo e santi, realizzate all'inizio del XVII secolo presumibilmente da Alessandro Maganza, e il simulacro ligneo della Vergine col Bambino, collocato sull'altare laterale della Madonna di Loreto.